# Музей загиблих воїнів-азатамартиків
Музей загиблих воїнів-азатамартиків — музей у Нагірно-Карабаській Республіці, присвячений загиблим у Карабаській війні воїнам-визволителям. В перекладі з вірменської, «азатамартік» означає «визволитель». Варто відзначити, що в більшості райцентрів Нагірно-Карабаської Республіки центральні вулиці мають назву «азатамартікнері», тобто вулиця Визволителів.
Будівля музею була збудована в 1950-х, але як музей почала використовуватися вже після війни, починаючи з 2002 р., завдяки громадській організації «Союз Родичів Загиблих Азатамартиків».
Експонати музею зібрані активістами організації з допомогою солдатських матерів, а також співробітників музею. Тут демонструються карти, схеми, що ілюструють визвольний рух вірмен, подвиги фідаїнів-захисників Вітчизни в роки минулої карабаської війни.
На стендах представлені тисячі фотографій загиблих бійців, пробиті кулею документи, листи рідним і близьким, зброя та обмундирування часів Арцаської війни, польовий телефон, радіостанція.
У залі демонструються справжні зразки зброї та інші військові аксесуари, що використалися вірменськими фідаїнами.
Зворушливо зібрані експонати, вся обстановка музею залишає незабутнє враження.
21 квітня 2011 р. музей відвідала група британських парламентарів.
Музей відкритий з 9:00 до 18:00, щодня, вихідний день неділя. Вхід на територію музею безкоштовний, однак прийнято залишати невеликі пожертвування для музею.